# Vanishing Point (videojuego)
Vanishing Point es un videojuego de carreras desarrollado por Clockwork Games y publicado por Acclaim Entertainment para Dreamcast y PlayStation. El nombre "Vanishing Point" se refiere al hecho de que el juego carece de gráficos emergentes.

## Jugabilidad
El modo principal, que es el modo Arcade, es donde compites contra oponentes en carreras de circuito, pero el objetivo es terminar la carrera con el tiempo de vuelta más rápido, que es el Vanishing Point (de ahí el título). El juego cuenta con una física de automóvil supuestamente precisa, que se puede experimentar a través de varios modos de juego, pistas y autos. La mayoría del contenido está inicialmente bloqueado y se desbloquea progresivamente a medida que juegas. El modo de acrobacias es único en el sentido de que el jugador debe completar recorridos cortos que involucran una variedad de saltos, tiros de barril, chicanes y globos coleccionables dentro de un límite de tiempo.

## Desarrollo
Vanishing Point fue anunciado por primera vez en la European Computer Trade Show, siendo autofinanciado por Clockwork Games hasta que Acclaim obtuvo la licencia del juego.

## Recepción
La versión de Dreamcast de Vanishing Point recibió críticas "favorables", mientras que la versión de PlayStation recibió críticas "promedio", según el sitio web de agregación de reseñas Metacritic. Greg Orlando de NextGen calificó la versión anterior de la consola como "un ejemplo de artesanía fina". PlanetDreamcast le dio a la misma versión de consola una reseña favorable, más de dos meses antes de que esta última fuera lanzada en Estados Unidos.